# Guantera

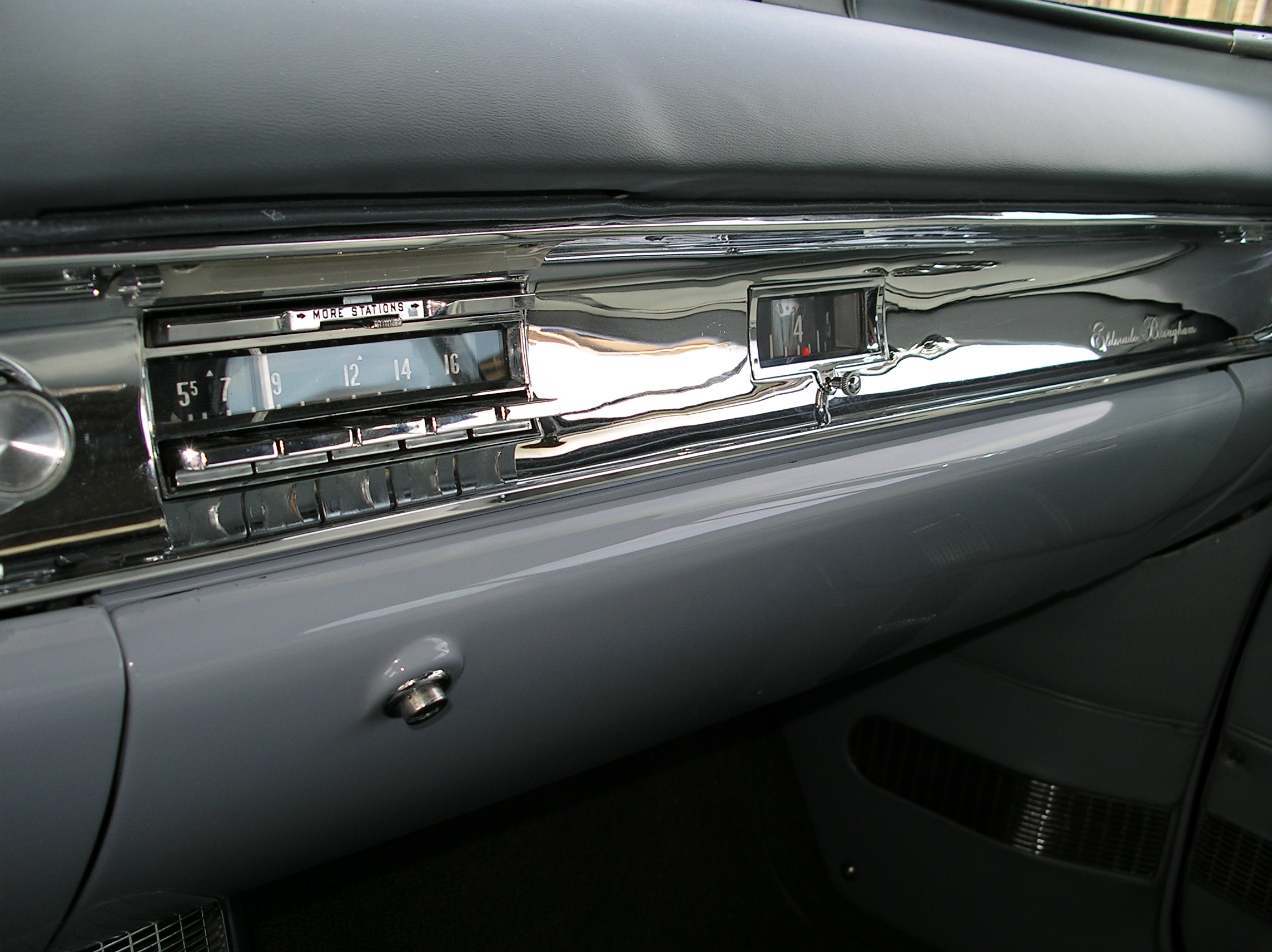
Ejemplo de guantera.

La guantera es un compartimento cerrado que poseen los automóviles (aunque también puede encontrarse en algunas motos, así como otros vehículos y en algunos aviones ligeros) para almacenar objetos de primera necesidad, como pueden ser documentos, herramientas, discos compactos, etc. Suele situarse debajo del salpicadero, en el lado del copiloto. El nombre deriva del uso original del compartimento, guardar los guantes del conductor, necesarios en las primeras épocas para agarrar el volante con fuerza y soportar las bajas temperaturas de los vehículos sin techo. 
En la mayoría de los automóviles, se cierra con un pestillo aunque algunas tienen una pequeña cerradura con llave. En algunos modelos, la guantera tiene en su parte interior un área para colocar un vaso cuando está abierto, así como un lápiz o bolígrafo. En algunos coches modernos, se puede regular la temperatura del interior de la guantera por lo que se puede utilizar como refrigerador de bebidas.